# Martin Riedlinger
Martin Riedlinger (* 7. November 1920 in Nagyvejke, Ungarn; † 6. März 2021 in Wien) war ein österreichischer Publizist. 

## Leben
Riedlinger, in Ungarn gebürtiger Donauschwabe, mit Vorfahren Niedereschach im Schwarzwald und der Fuldauer Gegend, besuchte ab 1934 bis zur Schließung durch die Nationalsozialisten 1938 das Gymnasium der Redemptoristen in Katzelsdorf bei Wiener Neustadt. Er lebte, zeitweise alleine und versteckt, im Kloster Hernals, wo er 1942 seine Matura an einem nahegelegenen Gymnasium absolvierte. Mit Hilfe der Ordensgemeinschaft der Redemptoristen konnte er zunächst an der Universität Wien auf Lehramt in Geschichte, Geografie und Deutsch studieren. Im dritten Semester wurde ihm als ungarischem Staatsbürger das Studium verweigert. Über Kontakte seiner Studentenverbindung Silesia wurde es möglich, sein Studium an der Universität in Berlin fortzusetzen. Nach Kriegsende kehrte er zu Fuß nach Wien zurück und fand erneut Aufnahme bei den Wiener Redemptoristen. An der Universität Wien beendete er 1948 sein Studium mit einem Doktorat. Martin Riedlinger gründete später einen Hilfsfonds für die Sozialarbeit des Ordens und war Oblate der Redemptoristen.
Seine erste Anstellung hatte Riedlinger zunächst im Wiener Handelsministerium. 1949 holte ihn Jakob Fried als Journalist und Redakteur zur Wiener Kirchenzeitung; 1961 wurde er in Nachfolge von Franz Gstaltmeyr Schriftleiter (Chefredakteur) der Wiener Kirchenzeitung. 1965 wurde er Chefredakteur der Bildpost, der damals auflagenstärksten kirchlichen Zeitung in Deutschland mit Sitz in Lippstadt. Im Ruhestand war er seit 1972 weiter für den „Hilfsfond der Neuen Bildpost“ tätig.
2018 wurde er von dem St. Klemens Hofbauer-Komitee in Wien mit der Ehrennadel in Silber ausgezeichnet. Er war ältestes Verbandsmitglied des Verbands katholischer Publizisten.
Er lebte seit seiner Pensionierung 1995 mit seiner Frau Dolorosa Maria in Wien; aus der Ehe stammten drei Kinder. Beide verstarben kurz aufeinander an einer SARS-CoV-2-Infektion.